# Prehistoric (programma televisivo)
Prehistoric è una serie televisiva della Discovery Channel che narra la storia evolutiva, ambientata nelle più popolari città degli Stati Uniti d'America.

## Episodi
1- New York
- 12.000/22.000 anni fa, Pleistocene
- 70 milioni di anni fa, Cretaceo
- 200 milioni di anni fa, Giurassico
- 220 milioni di anni fa, Triassico
- 450 milioni di anni fa, Ordoviciano

La trama dell'episodio si svolge a New York, conosciuta col soprannome di la Grande Mela è una delle città più popolari e famose del Nord America, una terra unica ed ricca di 8 milioni di persone. Ma 12.000 anni fa, alla fine del Pleistocene, la sua isola, ovvero Manhattan non era ancora un'isola, ma un'immensa collina abitata da svariate specie di mammiferi come il Mastodonte Americano, un enorme pachiderma lontano parente stretto del Mammut Lanoso, che si nutriva di diversi tipi di frutti e foglie, e altri ancora.
E di questo gli scienziati spiegano di come le piante si sono adattate al clima dell'Era Glaciale come l'Espinheiros della Virginia, un tipo di albero che può produrre rami spinosi attorno a sé e alle sue radici, e grazie a questo meccanismo di difesa poteva proteggersi dall'enorme pachiderma che si nutriva dei suoi frutti. Tali alberi esistono ancora oggi nella città di New York, e si trovano sia sui marciapiedi della Fifth Avenue, ma con le spine tagliate per evitare dei danni pedonali, sia nel Central Park con le spine perfettamente sviluppate, e cresciute senza alcun pericolo. Poi gli scienziati dicono che in quel periodo a New York viveva un orso gigantesco dal muso corto chiamato Arctodo che è divenuto uno dei predatori locali e nessun animale al mondo poteva competere con lui, perché era l'orso più forte che sia mai esistito. Sempre in quello stesso periodo è vissuto il più grande castoro che sia mai esistito, chiamato Castoroides, ed era capace di rasare con i suoi denti un albero intero, ed insieme al Mastodonte Americano e con l'Arctodo dominarono Manhattan per migliaia di anni. Ma 22.000 anni prima, New York era stata sepolta da un ghiacciaio gigantesco che si sciolse al culmine dell'Era Glaciale, lasciando sul posto cumuli di sedimenti che si trovavano in mezzo al ghiaccio e si trovano ancora oggi nei suoi terreni.
Precedentemente durante il Cretaceo, 70 milioni di anni fa, il mare ricopriva gran parte della regione e le sue acque ospitavano la più gigantesca tartaruga marina di tutti i tempi chiamata Archelone e che divenne la preda ideale del Mosasauro, una mostruosa lucertola marina lunga fino a 18 metri e munita di 70 denti nella bocca. Terrorizzò queste acque per molti millenni dando la caccia ad altri animali marini che abitavano lì, come i molluschi e vari tipi di pesci e altri rettili marini.
Tra la fine del Triassico e l'inizio del Giurassico, circa 220 e 200 milioni di anni fa, un enorme coccodrillo chiamato Postosuco terrorizzava la regione dando la caccia ad alcuni dei primi Dinosauri comparsi in quel periodo come il Celofisio. Un ricercatore poi spiega che con l'estinzione di massa del Triassico-Giurassico, molte specie come il Postosuco sono scomparse e così i dinosauri sono divenuti i dominatori del pianeta come il Celofisio ed il Dilofosauro, questo evento accadde perché quell'estinzione di massa fece frantumare il super continente Pangea in tante parti, e quindi New York era molto vicino alla zona dove lì infatti vi si trovano le prove di questo evento. Ma molto tempo prima nell'Ordoviciano, 450 milioni di anni fa, fu popolata dal più grande scorpione marino di tutti i tempi chiamato Megalograpto. Poi gli scienziati, e il narratore, spiegano che tanto tempo prima tutti i continenti formarono delle catene montuose molto ampie e alte. Grazie a questi eventi questa città divenne il centro di molti eventi mondiali molto importanti nella storia geologica del nostro pianeta.
Animali presenti nella puntata:
- Mastodonte Americano
- Arctodo
- Castoroides
- Archelone
- Ammonite
- Mosasauro
- Dilofosauro
- Celofiso
- Postosuco
- Megalograpto
- Nautiloide

2- Chicago
- 13.000 anni fa, Pleistocene
- 70 milioni di anni fa, Cretaceo
- 260 milioni di anni fa, Permiano
- 300 milioni di anni fa, Carbonifero
- 425 milioni di anni fa, Siluriano

In questo episodio, si viene a sapere che la città di Chicago si trova sulle rive del lago Michigan, vicino al fiume Mississippi. Poi viene mostrato che il lago durante il Pleistocene è cambiato nel corso di migliaia di anni di quell'epoca. In quello stesso periodo circa 13.000 anni fa, un enorme ghiacciaio coprì il lago Michigan fino a 8 chilometri dalla costa, ma allo stesso tempo si stava sciogliendo. Un'altra sua parte era ricoperta da 12 o a 15 metri dall'acqua dalla quale solo due isole vi rimasero emerse e oggi queste due isole sono le moderne colline della città. Qui vivevano i due pachidermi visti nell'episodio precedente, ovvero il Mastodonte Americano e il Mammut Lanoso: il primo è un lontano parente degli elefanti, mentre l'altro era il loro antenato. Nello stesso luogo gli scienziati trovano dei fossili nella regione della città, in un sito che una volta era sommerso dal lago.
Inoltre ritengono che, come in altre regioni del continente, i nostri antenati gli dessero la caccia e che per ucciderli utilizzavano lance e delle frecce di pietra, e fino a 10.000 anni fa insieme a tutta la fauna queste creature per colpa loro scomparvero. Successivamente vengono mostrati gli scienziati che stanno cercando di risolvere un antico mistero riguardante i dinosauri, ovvero che di resti fossili di costoro non sono stati trovati a Chicago, però non c'era dubbio, che vivessero in quel posto, ma quali specie di dinosauri vivevano a Chicago? Per avere un'idea di come fosse la fauna mesozoica di Chicago, gli scienziati hanno visitato un luogo vicino, dove sono stati trovati i fossili dei dinosauri, ovvero il Missouri. Grazie a questa rilevanza questo mistero venne risolto.
Viene dimostrato che circa 70 milioni di anni fa quel luogo era coperto da una foresta tropicale dove l'Hadrosauro mangiava tutto il giorno, ma allo stesso veniva predato dal temibile Tirannosauro Rex. Precedentemente nel Permiano, circa 250 milioni di anni fa, Chicago non era una foresta tropicale, al contrario, era un luogo sterile, che si trovava all'interno della Pangea, e che quel luogo è stato colpito da una gigantesca meteora che causò enormi devastazioni. Invece durante il Carbonifero, 300 milioni di anni prima, Chicago era un'enorme foresta paludosa, che si estendeva fino alla costa.
In questo ambiente vivevano degli enormi artropodi giganti, come l'Arthropleura, un millepiedi lungo 3 metri di grande quanto un uomo, e un'enorme libellula carnivora lunga fino a 80 centimetri. Tuttavia, il più bizzarro animale che viveva a Chicago era Tullimonstrum gregarium, un tipo di vertebrato acquatico di cui non si conosce l'identità, e che assomigliava sia ad un verme, sia ad un crostaceo e ad un pesce per ceri aspetti, ma la sua natura è ancora un mistero che i paleontologi cercano di risolvere.
Sempre 425 milioni di anni prima, nel periodo Siluriano, Chicago era un mare popolato da incredibili creature marine come i Nautiloidi e altri cefalopodi come il Cameroceras che si alimentava di piccoli artropodi chiamati Trilobiti e che erano grandi quanto una mano umana popolavano questo luogo. E con questo grande sito di fossili, sia in mare che sulla terraferma, Chicago divenne la più splendida città di tutti gli Stati Uniti d'America.
Animali presenti nella puntata:
- Mastodonte Americano
- Mammut Lanoso
- Hadrosauro
- Tirannosauro Rex
- Dimetrodonte
- Arthropleura
- Meganeura
- Tullimonstrum gregarium
- Cameroceras
- Trilobita

3- Washington DC
- 14 milioni di anni fa, Miocene
- 35 milioni di anni fa, Eocene
- 110 milioni di anni fa, Cretaceo
- 145 milioni di anni fa, Giurassico

Dopo una breve osservazione dei potenti terreni della città, l'episodio mostra come questo luogo durante il Miocene, 14 milioni di anni fa, un grande mare ricopriva gran parte di questa zona che divenne territorio di caccia del gigantesco Megalodonte, un enorme squalo preistorico che ha dominato l'area per molti millenni divenendo il più temibile predatore della sua epoca. Ed imparò a cacciare le balene preistoriche di quei tempi, mentre sulla terraferma, nello stesso periodo, un mammifero carnivoro chiamato Amphicyon, anche popolarmente conosciuto come cane-orso gigante, divenne un abile cacciatore di pecari e il più spaventoso predatore di quell'ambiente. Ma 35 milioni di anni prima durante l'Eocene, Washington era ricoperta da una foresta tropicale che poi venne spazzata via da una meteora di tre chilometri di diametro che si schiantò nell'Oceano Atlantico, quindi a circa 300 chilometri dalla città.
Dopo aver visto gli effetti dell'impatto, l'episodio mostra che 110 milioni di anni fa era l'epoca d'oro dei dinosauri, fra cui un enorme sauropode chiamato Astrodonte, che popolava come un sovrano nella capitale statunitense, ma allo stesso tempo fu la preda appetibile del più feroce predatore di tutti i tempi, ovvero parlo dell'Acrocantosauro (un abile predatore nato per combattere e cacciare prede di grossa taglia), con le sue poderose braccia poteva abbattere e uccidere le prede più grandi come l'Astrodonte. Sempre in quello stesso periodo, in mezzo alla foresta, vicino alla costa una banda di Deinonici attacca e uccidono con i loro artigli un Tenontosauro. Poi provano ad attaccare uno Pteranodonte che atterra, ma poi si rialza in volo. Ma durante il Giurassico, 145 milioni di anni fa, i paleontologi dicono che probabilmente lo Stegosauro, il feroce Allosauro e il Brontosauro vivessero lì vicino, anche se non vi si trova nessun fossile. Ma nel bel mezzo degli Stati Uniti, Inghilterra e Portogallo sono stati ritrovati assieme ai loro parenti, ed è probabile che siano vissuti anche a Washington. Tornando a 200 milioni di anni prima, si vede come la separazione dei continenti provocò una sorta di spaccatura che tagliò a metà la città di Washington, e questo potrebbe indicare la scomparsa di questi fossili.
Animali presenti nella puntata:
- Megalodonte
- Amphicyon
- Pecari
- Astrodonte
- Acrocantosauro
- Deinonico
- Tenontosauro
- Pteranodonte
- Stegosauro
- Allosauro
- Brontosauro

4- Denver
- 25.000 anni fa, Pleistocene
- 37 milioni di anni fa, Eocene
- 65 milioni di anni fa, Cretaceo
- 85 milioni di anni fa,

Cretaceo
- 150 milioni di anni fa, Giurassico
- 300 milioni di anni fa, Permiano

Ancora una volta abbiamo iniziato a conoscere il centro di una città dell'episodio, in questo caso, Denver che fu divenuta famosa per molti monumenti storici, ma circa 25.000 anni fa, durante il Pleistocene gli enormi Mammut Columbiani vagavano su queste terre. Proprio in quello stesso periodo si è vista una possibilità che questo colossale mammifero sia stato braccato dagli esseri umani, anziché il contrario. Poi tornando indietro nel tempo fino all'Eocene, 37 milioni di anni fa, si è visto che il feroce Deodonte, (un lontano antenato del cinghiale) era il più temibile mammifero esistente che dava la caccia a diversi erbivori come l’Oriodonte, un tipo molto comune di quel tempo. Ma una grande eruzione vulcanica scoppiò in quello stesso periodo ed uccise entrambi i mammiferi dominanti di quell'area. Ma durante il Cretaceo, 65 milioni di anni fa, i ricercatori dicono che il Triceratopo vagava in quello che oggi è il centro della città e che lottò per la sopravvivenza contro il temibile Tirannosauro Rex. In seguito i paleontologi riferiscono su come e perché i resti fossili di questo predatore sono stati trovati a Denver e come evidenza fossile mostra che riuscì a staccare con un morso una delle corna dell'erbivoro a cui dava la caccia, e che da quella tremenda ferita esso sia guarito, ciò ha permesso di capire che il nostro temibile teropode era sia un cacciatore sia un mangiatore di carogne. Ma circa 85 milioni di anni fa, la città era un mare popolato da terribili bestie affamate. Tra di essi vi brulicava lo spettacolare e colossale Elasmosauro, e il temibile e spaventoso lucertolone marino Mosasauro e dall'incredibile Pteranodonte, il più strabiliante pterosauride che vi volò sopra le sue acque per diversi millenni. Ma molto tempo prima ancora che questa striscia d'acqua separasse il continente in due, durante il Giurassico,150 milioni di anni fa, altri dinosauri vivevano lì e vi lasciarono numerose tracce fossili. Infatti come ha detto il narratore questo è avvenuto nel Giurassico, dove in quel periodo questi giganti camminavano nel fango di una foresta. Tra questi vi abitò l'immenso Apatosauro (un enorme sauropode che sviluppò una coda a frusta che utilizzava per scacciare i nemici), e il corazzato e simpatico Stegosauro. Poi verso la fine dell'episodio viene mostrato che circa 300 milioni di anni fa, le Montagne Rocciose, che durante l'era mesozoica erano popolate da diverse specie di dinosauri, milioni di anni prima assieme all'America e agli altri continenti formarono dei monti altrettanto imponenti.
Animali presenti nella puntata:
- Mammut Columbiano
- archaeotherium
- Oreodonte
- Tirannosauro Rex
- Triceratopo
- Elasmosauro
- Mosasauro
- Pteranodonte
- Apatosauro
- Stegosauro
- Dimetrodonte
- Arthropleura
- Meganeura

5- Dallas
- 11.000/50.000/65.000/100.000/2,5 milioni di anni fa, Pleistocene
- 86/92/98/113 milioni di anni fa, Cretaceo
- 325 milioni di anni fa, Carbonifero

In questa nuova puntata vi mostreremo com'era la vita a Dallas durante la preistoria, vedendola con diversi ambienti di varie epoche geologiche con molte specie di animali che ci vivevano. Ricordando sempre una mania di texani, il narratore dice che in questo stato ogni specie di animali era sempre stata molto grande. Infatti 11.000 anni fa, durante il Pleistocene, gli esseri umani cacciavano in quest'area uno degli enormi mammiferi di quel periodo che sarebbe l'imponente Mammut Columbiano, la più grande specie di elefante di sempre. Verso la fine dell'era glaciale, il popolo Clovis diede la caccia a questi enormi pachidermi, come dimostrano le marche di coltelli usate per rusticare le loro ossa. Ma 50.000 anni fa, un enorme branco di questa specie annega in un fiume durante un'alluvione, e quindi i ricercatori spiegano che ci sono indicazioni che una madre di mammut ha cercato di salvare il suo cucciolo dall'alluvione, sacrificando la sua vita per lui. Purtroppo esso non ce l‘ha fatta, e morirono entrambi. Inoltre, i pericoli, per questi pachidermi, vi erano ovunque a quel tempo, uno di essi era nell'essere predato dall’Homoterio, noto anche come Tigre dai denti a scimitarra, in cui gli scienziati spiegano ogni caratteristica importante di questo felino, ed inoltre lo si vede in azione attraverso la computer grafica che uccide in gruppo un cucciolo di Mammut Columbiano che si è allontanato dal branco per poter mangiare in tranquillità circa 100.000 anni prima. Ma 2,5 milioni di anni fa, prima di dare la caccia a quel pachiderma, l'unica preda che l'Homoterio poteva cacciare era un enorme armadillo corazzato chiamato Gliptodonte. Esso è sopravvissuto quasi fino alla fine dell'era glaciale, ed era un animale molto speciale che si è ben adattato al suo ambiente e ai predatori da cui si difendeva. Tuttavia, in un tempo ancora precedente, circa 86 milioni di anni fa, la città era coperta da un mare interno che nel periodo Cretaceo ricoprì tutto il Nord America. In quel periodo vi abitavano due giganti marini che vi hanno combattuto per la supremazia nella regione. Uno di loro era il temibile Mosasauro e l'altro, l'enorme squalo Cretoxyrhina. In questo brano vediamo come questi giganti vi si sono adattati alla vita marina di quei mari, con i Plesiosauridi e ad altri rettili di quel posto e con spiegazioni sul clima e il cambiamento dell'ambiente di quel tempo, e sul comportamento di quegli animali. Risalendo a 92 milioni di anni prima, incontriamo un'antica lucertola terrestre che da molto tempo è considerata l'antica antenata del Mosasauro, chiamata Dallasauro, un rettile primitivo che visse in questa città molti millenni prima e dove furono rinvenuti i resti fossili di questo esemplare, che ha avuto origine terrestre e si è adattato perfettamente alla vita marina. Ma 98 milioni di anni fa, uno strano Ornitopode viene presentato: si chiama Protohadros, una specie intermedia antenata degli iguanodontidi e degli hadrosauridi popolo questi luoghi millenni prima che quell'enorme mare interno separasse l'America in due continenti. Oltre al protohadros vi abitarono altre due specie di dinosauri comparse circa 113 milioni di anni fa, ed essi popolarono tutta l'America settentrionale per diversi millenni. Il primo fu il temibile Acrocantosauro, e l'altro era l'imponente Paluxysauro. Ma i fossili che rendono famosa Dallas sono i sedimenti del gas che si sono creati circa 325 milioni di anni fa, perché erano di zooplancton, microscopici animali marini che ha dato origine al petrolio e al gas naturale che oggi rendono il Texas molto ricco con la sua estrazione e commercializzazione. Dopo tutto, il Texas era ancora una terra di grandi ricchezze fin dagli albori della vita sulla terra.
Animali presenti nella puntata:
- Mammut Columbiano
- Homoterio
- Gliptodonte
- Cretoxyrhina
- Mosasauro
- ittiosauro
- elasmosauro
- Dallasauro
- Protohadros
- Acrocantosauro
- Paluxysauro

6- Los Angeles
- 20.000/80.000 anni fa, Pleistocene
- 20 milioni di anni fa, Miocene
- 80/100 milioni di anni fa, Cretaceo

La città conosciuta per le stelle del cinema ha avuto anche delle grandi star vissute qui nella preistoria. Sulla base delle conoscenze fornite dalla perfetta estrazione di fossili nel centro della città, risalenti a 20.000 anni fa, dove in questi millenni incontriamo i più temibili giganti dell'era glaciale. Grandi mandrie di Mammut Columbiani e feroci predatori come lo Smilodonte popolavano la zona in quell'epoca. Infatti viene visto come gli animali, rimasero ingannati dalla superficie lucida dei pozzi di catrame, finendo per impantanarsi quando cercavano di bere acqua potabile in un certo luogo e morendoci lentamente di fame o di annegamento, il tutto accompagnato dalle spiegazioni dei paleontologi. Il Wells La Brea Tar a Los Angeles è uno dei pochi luoghi al mondo in cui il greggio si riversa ancora in superficie. Quando grandi animali come bradipi giganti, mammut e bisonti rimanevano intrappolati nel catrame, attraevano i predatori, che a loro volta rimanevano intrappolati nel fango mobile. Anche 80.000 anni fa, avvenne la stessa cosa agli enormi mammiferi di quell'epoca. Ma 20 milioni di anni prima gli scienziati spiegano grazie all'aiuto dei fossili che questo posto, durante il Miocene, era coperto da un immenso mare che per molto tempo è stato dominato dall'enorme Megalodonte, lo squalo più gigantesco di tutti i tempi. Qualche milione di anni fa, lo scontro delle placche tettoniche formò la faglia di San Andreas, e ciò causò la scomparsa del più temibile squalo di quell'epoca e che in un certo anno nella nostra epoca si sarebbe manifestato un gigantesco terremoto che secondo gli esperti, potrebbe distruggere Los Angeles, solo che non si sa quando. Ma tornando al Cretaceo, 80 milioni di anni fa, le sue spiagge erano popolate da due delle specie di dinosauri più strabilianti di quel periodo, tra essi furono il famelico Albertosauro, e l'innocuo ed amichevole Parasaurolofo. Infatti un branco di questa specie vegetariana viene attaccata da questo predatore che prima viene respinto dal verso degli erbivori, ma poi riesce a farlo sparpagliare da tutte le parti: un esemplare separato dal branco viene inseguito e ucciso dal suo famelico assalitore. 100 milioni di anni fa, nelle acque della California vengono mostrati due dei più grossi rettili marini più spaventosi che siano mai esistiti come l'enorme Mosasauro lo spettacolare e colossale Elasmosauro un enorme rettile marino dal collo lungo che dai paleontologi viene considerato come uno dei rettili marini più feroci che sia mai esistito nel Cretaceo a Los Angeles e di come questo colossale animale viveva e si comportava dominando tutto l'oceano per molti millenni. Alla fine dell'episodio gli scienziati fanno una breve spiegazione di come si è formato il petrolio, grazie al quale questo luogo divenne il più famoso tar pit nel mondo, insieme alle innumerevoli ricerche fossili che vi si svolgevano.
Animali presenti nella puntata:
- Mammut Columbiano
- Smilodonte
- Bison antiquus
- Canis Dirus
- Megatherium
- Megalodonte
- Albertosauro
- Parasaurolofo
- Mosasauro
- Elasmosauro